# Antipathes grandis
Antipathes grandis är en korallart som beskrevs av Addison Emery Verrill 1928. Antipathes grandis ingår i släktet Antipathes och familjen Antipathidae. Inga underarter finns listade i Catalogue of Life.